# Don Estelle
Don Estelle (geboren als Ronald Edwards) (Manchester, Engeland, 22 mei 1933 - Rochdale, Lancashire, Engeland, 2 augustus 2003) was een Engels zanger en acteur, die vooral bekend werd door zijn rol als de kleine Lofty Sugden in de comedyserie It Ain't Half Hot Mum. Don Estelle was 1,45 meter lang.

## Privé-leven
Hij scoorde samen met Windsor Davies, coacteur uit de serie, met 'Whispering Grass' een onverwachte hit. Het nummer dateert uit 1940 en was toen een hit voor The Inkspots. In juni 1975 stond het drie weken op de eerste plaats in de Britse hitparade. Davies & Estelle zongen dit nummer in de outfit van hun personage uit de serie en maakten er een komische act van. Ze verschenen samen vier keer in Top of the Pops. Maar het succes bleek eenmalig. De follow-up 'Paper Doll' bereikte slechts de 41ste plaats, later dat jaar.
Don Estelle speelde de laatste jaren van zijn leven muziek op straat, om een beetje bij te verdienen. Daarnaast speelde hij het hoofd van de 'kunstmaffia' in een aflevering van de BBC-radiocomedy Linda Smiths Brief History of Timewasting.

## Filmografie
- After They Were Famous Televisieserie - Zichzelf (Episode 2.9, 2000)
- Top Ten Televisieserie - Zichzelf (Afl., Comedy Records, 2000)
- The League of Gentlemen Televisieserie - Little Don (Afl., Nightmare in Royston Vasey, 1999|The Beast of Royston Vasey, 1999)
- This Is Your Life Televisieserie - Zichzelf (Afl., George Layton, 1999)
- Tellystack Televisieserie - Zichzelf (1997)
- Perry & Croft: The Sitcoms (Televisiefilm, 1995) - Zichzelf
- Santa Claus (1985) - Groot
- A Private Function (1984) - Barraclough a Butcher
- The Beggar's Opera (Televisiefilm, 1983) - Crook Fingered Jack
- A Midsummer Night's Dream (Televisiefilm, 1981) - Starveling
- It Ain't Half Hot Mum Televisieserie - Gunner 'Lofty' Sugden (56 afl., 1974-1981)
- Not Now, Comrade (1976) - Bobby Hargreaves
- The Benny Hill Show Televisieserie - Verschillende rollen (Afl., Tex Cymbal: Golden Boy, 1975)
- Dad's Army Televisieserie - Gerald (Afl., Don't Forget the Driver, 1970|The Test, 1970|Uninvited Guests, 1970)
- Dad's Army Televisieserie - Tweede ARP Opzichter (Afl., Don't Fence Me In, 1970)
- Dad's Army Televisieserie - Man van Pickfords (Afl., Big Guns, 1969)
- The Dustbinmen Televisieserie - Kleine hooligan (Afl., There's a Hole in Your Dustbin, Delilah, 1968, niet op aftiteling)

- International Standard Name Identifier: 0000 0003 7200 197X
- Library of Congress Control Number: nb99099358
- MusicBrainz: 70eb4805-12a7-46d4-aae4-bb27306dc7f3
- Virtual International Authority File: 33954663
- WorldCat: E39PBJpJc3v99ThrFFDr8kQH4q